# 第38回ダヴィッド・ディ・ドナテッロ賞
第38回ダヴィッド・ディ・ドナテッロ賞（だい38かいダヴィッド・ディ・ドナテッロしょう）の授賞式は、1993年6月2日にローマで行われた。

## 受賞とノミネート一覧
太字が受賞者。

### 作曲賞
- かぼちゃ大王 Il Grande Cocomero（監督：フランチェスカ・アルキブージ）
- La scorta（監督：リッキー・トニャッツィ）
- 鯨の中のジョナ Jona che visse nella balena（監督：ロベルト・ファエンツァ）

### 監督賞
- ロベルト・ファエンツァ （『鯨の中のジョナ』）
- リッキー・トニャッツィ（『La scorta』）
- フランチェスカ・アルキブージ（『かぼちゃ大王』）

### 新人監督賞
- マリオ・マルトーネ（『Morte di un matematico napoletano』）
- パスクァーレ・ポッツェッセレ（『Verso sud』）
- カルロ・カルレイ（『フライト・オブ・ジ・イノセント』）

### 脚本賞
- フランチェスカ・アルキブージ（『かぼちゃ大王』）
- グラツィアーノ・ダイアナ、シモーナ・イッツォ（『La scorta』）
- ロベルト・ファエンツァ、フィリッポ・オットーニ（『鯨の中のジョナ』）

### プロデューサー賞
- クラウディオ・ボニヴェント（『La scorta』）
- グイド・デ・ラウレンティス、フルヴィオ・ルチサーノ、レオ・ペスカローロ（『かぼちゃ大王』）
- エルダ・フェッリ（『鯨の中のジョナ』）

### 主演女優賞
- アントネッラ・ポンツィアーニ（『Verso sud』）
- マルゲリータ・ブイ（『Cominciò tutto per caso』）
- カルラ・グラヴィーナ（『Il lungo silenzio』）

### 主演男優賞
- セルジオ・カステッリット（『かぼちゃ大王』）
- カルロ・チェッキ（『Morte di un matematico napoletano』）
- シルヴィオ・オルランド（『Un'altra vita』）

### 助演女優賞
- マリーナ・コンファローネ（『Arriva la bufera』）
- アレッシア・フガルディ（『かぼちゃ大王』）
- モニカ・スカッティーニ（『Un'altra vita』）

### 助演男優賞
- クラウディオ・アメンドラ（『Un'altra vita』）
- レナート・カルペンティエーリ（『フィオリーレ／花月の伝説』）
- レオ・グロッタ（『La scorta』）

### 撮影監督賞
- アレッシオ・ジェルシーニ（『La scorta』）
- ルカ・ビガッツィ（『Morte di un matematico napoletano』）
- ジュゼッペ・ランチ（『フィオリーレ／花月の伝説』）

### 作曲賞
- エンニオ・モリコーネ（『鯨の中のジョナ』）
- エンニオ・モリコーネ（『La scorta』）
- リズ・オルトラーニ（『Magnificat』）

### 美術賞
- ジャンニ・ズバッラ（『フィオリーレ／花月の伝説』）
- ジャンカルロ・ムゼッリ（『Morte di un matematico napoletano』）
- カルロ・シーミ（『La valle di pietra』）

### 衣装デザイン賞
- エリザベッタ・ベラルド（『鯨の中のジョナ』）
- リーナ・ネルリ・タヴィアーニ（『フィオリーレ／花月の伝説』）
- シッシ・パッラヴィチーニ（『Magnificat』）

### 編集賞
- カルラ・シモンチェッリ（『La scorta』）
- ニーノ・バラーリ（『鯨の中のジョナ』）
- ヤコポ・クアドリ（『Morte di un matematico napoletano』）

### 録音賞
- レーモ・ウゴリネッリ（『La scorta』）
- ブルーノ・プッパロ（『フィオリーレ／花月の伝説』）
- アレッサンドロ・ザノン（『かぼちゃ大王』）

### 外国映画賞
- 愛を弾く女（監督：クロード・ソーテ）
- ハワーズ・エンド（監督：ジェームズ・アイボリー）
- クライング・ゲーム（監督：ニール・ジョーダン）

### 外国人女優賞
- エマニュエル・ベアール（『愛を弾く女』）
- ティルダ・スウィントン（『オルランド』）
- エマ・トンプソン（『ハワーズ・エンド』）

### 外国人男優賞
- ダニエル・オートゥイユ（『愛を弾く女』）
- アンソニー・ホプキンス（『ハワーズ・エンド』）
- スティーブン・レイ（『クライング・ゲーム』）

### ダヴィッド・ルキノ・ヴィスコンティ賞
- エドガー・ライツ

### ダヴィッド特別賞
- カルロ・チェッキ

### ダヴィッド・フランコ・クリスタルディ賞
- カルロ・ルドヴィーコ・ブラガリア